# راهبات الوردية
راهبات الوردية هي رهبانية نسائية تعنى بالتربية والخدمات تأسست في المشرق العربي عام 1880م في مدينة القدس واسستها الراهبة ماري ألفونسين هدفها نقل تعاليم الإنجيل للناطقين باللغة العربية، ومن شروط الانتساب للرهبنة أن تكون الفتاة عربية.
يوجد لها تواجد في الأردن ولبنان وفلسطين والعراق وسوريا والكويت وفي الإمارات العربية المتحدة بامارتي أبوظبي والشارقة، ويبلغ عدد الراهبات في الرهبنة حاليا نحو 270 راهبة...و تنذر راهبات الوردية نذورهم الاحتفالية بحسب الطقس اللاتيني لكل راهبات الوردية المقدسة في الأراضي المقدسة أو في بلدهم في أقصى وأصعب الحالات وبخاصة ان لا يكون هناك سبيل إلى الأراضي المقدسة وتجدر الإشارة إلى ان البلدان التي لا علاقة ديبلوماسية بينها وبين إسرائيل يصار إلى تقديم اوراق خاصة للدخول وابراز النذور الأخيرة في الراضي المقدسة في الدير الأم للرهبنة.